# 八一冰川
八一冰川，又名小沙龙冰川，是一个位于中国西北青海省海北藏族自治州祁连县野牛沟乡的一个平缓山顶的冰帽型冰川，总长度2.2公里，最高处海拔达4828米，冰川末端海拔约为4520米。八一冰川也是中国第二大内陆河额济纳河的上游——黑河源头。